# فیلم‌شناسی لی دونگ ووک
لی دونگ ووک (کره‌ای: 이동욱، زادهٔ ۶ نوامبر ۱۹۸۱) بازیگر و مدل اهل کره جنوبی است.

## فیلم
| سال  | عنوان                | نقش          | توضیحات     | منابع |
| ---- | -------------------- | ------------ | ----------- | ----- |
| ۲۰۰۶ | آرانگ                | لی هیون کی   |             | [ ۱ ] |
| ۲۰۰۷ | زوج عالی             | کانگ جه هیوک |             | [ ۲ ] |
| ۲۰۰۸ | کتابخانه دلشکستگی    | کیم جون اوه  |             | [ ۳ ] |
| ۲۰۱۰ | دستور پخت            | کیم هیون سو  |             | [ ۴ ] |
| ۲۰۱۵ | زیبایی درون          | کیم وو جین   |             | [ ۵ ] |
| ۲۰۲۱ | یک پایان سال رنگارنگ | یونگ جین     | فیلم تیوینگ | [ ۶ ] |
| ن/م  | سینگل در سئول        | پارک یونگ هو | پس‌تولید     | [ ۷ ] |
| ن/م  | هاربین               |              | حضور ویژه   | [ ۸ ] |

## مجموعه تلویزیونی
| سال       | عنوان                                   | نقش                                        | شبکه     | توضیحات                                                   | منابع         |
| --------- | --------------------------------------- | ------------------------------------------ | -------- | --------------------------------------------------------- | ------------- |
| ۱۹۹۹      | ساندی بست «مربیگری»                     |                                            | کی‌بی‌اس۲  | سیاهی لشکر                                                |               |
| ۱۹۹۹      | بهترین تئاتر «دنیایی بیرون جاده است»    | لی سونگ جون                                | ام‌بی‌سی   |                                                           | [ ۹ ]         |
| ۱۹۹۹–۲۰۰۰ | مدرسه ۲                                 | لی کانگ سان                                | کی‌بی‌اس۱  | قسمت ۳۲ تا ۴۲                                             |               |
| ۲۰۰۰      | راز                                     | کانگ هیون سو                               | ام‌بی‌سی   |                                                           |               |
| ۲۰۰۰–۲۰۰۱ | مدرسه ۳                                 | لی کانگ سان                                | کی‌بی‌اس۱  |                                                           |               |
| ۲۰۰۱      | درام ویژهٔ خانوادگی ماه «خانوادهٔ رؤیایی» | هونگ چان                                   | کی‌بی‌اس۲  |                                                           |               |
| ۲۰۰۱      | چهار خواهر                              | لی هان سو                                  | ام‌بی‌سی   | قسمت ۱                                                    |               |
| ۲۰۰۱      | گل‌بانگ‌ای                                | لی دونگ ووک                                | اس‌بی‌اس   | قسمت ۱۶۷ تا ۲۴۷                                           |               |
| ۲۰۰۱      | بهترین تئاتر «ماهی در انتهای دریا»      | بیونگ سه                                   | ام‌بی‌سی   |                                                           | [ ۱۰ ]        |
| ۲۰۰۱      | قلب پاک                                 | جانگ هو گو                                 | کی‌بی‌اس۲  |                                                           |               |
| ۲۰۰۱      | دراما سیتی «قایم‌موشک»                   | کارآگاه هان                                | کی‌بی‌اس۲  |                                                           |               |
| ۲۰۰۱      | توقف‌ناپذیران                            | پارک سونگ جین                              | اس‌بی‌اس   | قسمت ۲۵۲                                                  |               |
| ۲۰۰۱–۲۰۰۲ | این عشقه                                | لی جه هیون                                 | کی‌بی‌اس۱  | قسمت ۴۶ تا ۱۷۲                                            |               |
| ۲۰۰۲      | عالیه!                                  | لی دونگ ووک                                | اس‌بی‌اس   | قسمت ۳۶ تا ۷۴                                             | [ ۱۱ ]        |
| ۲۰۰۲      | دراما سیتی «شادتر از بهشت»              | پارک جون یونگ                              | کی‌بی‌اس۲  |                                                           |               |
| ۲۰۰۲      | بزن بریم                                | لی دونگ ووک                                | اس‌بی‌اس   |                                                           | [ ۱۲ ]        |
| ۲۰۰۲      | عاشقتم                                  | لی مین                                     | کی‌بی‌اس۲  |                                                           | [ ۱۳ ]        |
| ۲۰۰۲–۲۰۰۳ | زندگی صادقانه                           | لی دونگ ووک                                | اس‌بی‌اس   | قسمت ۱ تا ۱۲۳ حضور افتخاری، قسمت ۲۳۲                      |               |
| ۲۰۰۳      | سرزمین شراب                             | سونگ دو ایل                                | اس‌بی‌اس   |                                                           | [ ۱۴ ]        |
| ۲۰۰۳–۲۰۰۴ | چرخ و فلک                               | پارک سونگ پیو                              | ام‌بی‌سی   |                                                           | [ ۱۵ ]        |
| ۲۰۰۴      | معلم روستای جزیره                       | جانگ جه دو                                 | اس‌بی‌اس   |                                                           | [ ۱۶ ]        |
| ۲۰۰۴–۲۰۰۵ | خانوادهٔ باارزش                          | آن جونگ هوان                               | کی‌بی‌اس۲  |                                                           | [ ۱۷ ]        |
| ۲۰۰۵      | عروس هانویی                             | پارک اون وو                                | اس‌بی‌اس   |                                                           | [ ۱۸ ]        |
| ۲۰۰۵–۲۰۰۶ | دختر من                                 | سول گونگ چان                               | اس‌بی‌اس   |                                                           | [ ۱۹ ]        |
| ۲۰۰۸      | زندگی تلخ و شیرین                       | لی جون سو                                  | ام‌بی‌سی   |                                                           | [ ۲۰ ]        |
| ۲۰۰۹      | شریک                                    | لی ته جو                                   | کی‌بی‌اس۲  |                                                           | [ ۲۱ ]        |
| ۲۰۱۱      | بوی خوش یک زن                           | کانگ جی ووک                                | اس‌بی‌اس   |                                                           | [ ۲۲ ]        |
| ۲۰۱۲      | عشق وحشی                                | پارک مو یول                                | کی‌بی‌اس۲  |                                                           | [ ۲۳ ]        |
| ۲۰۱۳      | فراری از چوسان                          | چوی وون                                    | کی‌بی‌اس۲  |                                                           | [ ۲۴ ]        |
| ۲۰۱۴      | داستان کانگ گو                          | کیم کیونگ ته                               | اس‌بی‌اس   | اولین مجموعه تلویزیونی سه بعدی دنیا                       | [ ۲۵ ]        |
| ۲۰۱۴      | پادشاه هتل                              | چا جه وان                                  | ام‌بی‌سی   |                                                           | [ ۲۶ ]        |
| ۲۰۱۴      | مرد تیغه‌ای                              | جو هونگ بین                                | کی‌بی‌اس۲  |                                                           | [ ۲۷ ]        |
| ۲۰۱۵      | آدامس بادکنکی                           | پارک ری هوان                               | تی‌وی‌ان   |                                                           | [ ۲۸ ]        |
| ۲۰۱۶–۲۰۱۷ | گابلین                                  | گریم ریپر / وانگ یو / لی هیوک / کیم وو بین | تی‌وی‌ان   |                                                           | [ ۲۹ ]        |
| ۲۰۱۷      | عشق یعنی …                              | لی دونگ ووک                                | آن‌استایل | مجموعه اینترنتی تبلیغاتی تولیدشده برای تیفانی اند کو. کره | [ ۳۰ ]        |
| ۲۰۱۸      | زندگی                                   | یه جین وو                                  | جی‌تی‌بی‌سی |                                                           | [ ۳۱ ] [ ۳۲ ] |
| ۲۰۱۹      | نوازش قلبت                              | کوان جونگ روک                              | تی‌وی‌ان   |                                                           | [ ۳۳ ]        |
| ۲۰۱۹      | سرچ: دبلیودبلیودبلیو                    | دوست‌پسر سابق تا می                         | تی‌وی‌ان   | حضور افتخاری، قسمت ۷                                      | [ ۳۴ ]        |
| ۲۰۱۹      | غریبه‌هایی از جهنم                       | سو مون جو                                  | اوسی‌ان   |                                                           | [ ۳۵ ]        |
| ۲۰۲۰      | افسانه نه دم                            | لی یون                                     | تی‌وی‌ان   |                                                           | [ ۳۶ ]        |
| ۲۰۲۱      | بد و دیوانه                             | ریو سو یول                                 | تی‌وی‌ان   |                                                           | [ ۳۷ ] [ ۳۸ ] |
| ۲۰۲۳      | افسانه نه دم ۱۹۳۸                       | لی یون                                     | تی‌وی‌ان   |                                                           | [ ۳۹ ]        |

## تئاتر
| سال  | عنوان                            | نقش            | توضیحات                                      | منبع   |
| ---- | -------------------------------- | -------------- | -------------------------------------------- | ------ |
| ۲۰۱۳ | شوی خلاقیت به کارگردانی جانگ جین | کارگردان تئاتر | کار تبلیغاتی تولیدشده برای سامسونگ گلکسی نوت | [ ۴۰ ] |

## میزبان و ورایتی شو
| سال       | عنوان                                                                              | نقش          | شبکه        | توضیحات                                           | منابع  |
| --------- | ---------------------------------------------------------------------------------- | ------------ | ----------- | ------------------------------------------------- | ------ |
| ۲۰۰۷      | مراسم اختتامیه هشتمین جشنواره بین‌المللی فیلم جئونجو                                | میزبان       | —           | همراه سو یی-هیون ۴ مه                             | [ ۴۱ ] |
| ۲۰۰۹      | یادگیری سرگرم‌کننده اقتصاد در تلویزیون – «مسابقه پرسش و پاسخ در مدرسه آموزش اقتصاد» | میزبان       | کی‌اف‌ان تی‌وی | همراه اون جو وان ۱۶ و ۲۳ دسامبر                   |        |
| ۲۰۱۰      | دومین کنسرت بند ارتش ROK-US                                                        | میزبان       | —           | همراه یانگ سه-هیونگ ۲۵ مارس                       | [ ۴۲ ] |
| ۲۰۱۰      | شصتمین نمایشگاه عکس سالگرد جنگ ۶٫۲۵ – «روی خط»                                     | راهنما       | —           | همراه لی جون گی ۲۵ ژوئن تا ۲۰ اوت                 | [ ۴۳ ] |
| ۲۰۱۰      | آناناس باز کن – «مسابقه جونیور کوئیز در مورد قانون کپی رایت»                       | میزبان       | سی‌ام‌بی      | همراه هان-یونگ ۶ سپتامبر                          | [ ۴۴ ] |
| ۲۰۱۰      | ماراتن هفتم همراه روزانه دفاع کره                                                  | میزبان       | —           | ۱۶ اکتبر                                          | [ ۴۵ ] |
| ۲۰۱۰–۲۰۱۱ | فرهنگ خوب است                                                                      | میزبان       | کی‌اف‌ان تی‌وی | همراه بوم ۲۰ ژانویه ۲۰۱۰ تا ۶ آوریل ۲۰۱۱          | [ ۴۶ ] |
| ۲۰۱۱      | کنسرت بند ارتش ROK به همراه شهروندان دئگو                                          | میزبان       | —           | همراه کانگ می-کیونگ ۱۶ مارس                       | [ ۴۷ ] |
| ۲۰۱۱      | اجراهای فرهنگی هنری به همراه پایگاه ارتش چونما                                     | میزبان       | —           | ۱ آوریل                                           | [ ۴۸ ] |
| ۲۰۱۱      | نمایشگاه عکس ان‌ال‌ال از شین می-شیک – «رنگ‌های دریا»                                  | راهنما       | —           | همراه لی دونگ-گون ۲۱ تا ۲۴ آوریل                  | [ ۴۹ ] |
| ۲۰۱۲      | جوایز درامای اس‌بی‌اس ۲۰۱۲                                                           | میزبان       | اس‌بی‌اس      | همراه جونگ ریو وون ۳۱ دسامبر                      | [ ۵۰ ] |
| ۲۰۱۲–۲۰۱۳ | قلب قوی                                                                            | میزبان       | اس‌بی‌اس      | همراه شین دونگ یوپ ۱۰ آوریل ۲۰۱۲ تا ۱۲ فوریه ۲۰۱۳ | [ ۵۱ ] |
| ۲۰۱۴–۲۰۱۵ | روم‌میت                                                                             | عضو بازیگران | اس‌بی‌اس      | فصل ۱، ۲ ۴ مه ۲۰۱۴ تا ۱۴ آوریل ۲۰۱۵               | [ ۵۲ ] |
| ۲۰۱۵      | دهمین جوایز بین‌المللی درامای سئول                                                  | میزبان       | ام‌بی‌سی      | همراه کیم جونگ اون ۱۰ سپتامبر                     | [ ۵۳ ] |
| ۲۰۱۶      | بادی شو ۳: مای بادی گارد                                                           | میزبان       | آن‌استایل    | همراه جو یون هی، جو سه-هو ۲۸ آوریل تا ۳۰ ژوئن     | [ ۵۴ ] |
| ۲۰۱۷      | برنامه ویژه گابلین                                                                 | میزبان       | تی‌وی‌ان      | همراه یو این-نا ۳ تا ۴ فوریه                      | [ ۵۵ ] |
| ۲۰۱۷      | ششمین جشنواره ئی‌دیلی دبلیو (انجمن جهانی زنان ۲۰۱۷) اپیلوگ                          | سخنران ویژه  | —           | همراه کیم اون-سوک ۲۵ اکتبر                        | [ ۵۶ ] |
| ۲۰۱۹      | پرودوس اکس ۱۰۱                                                                     | میزبان       | ام‌نت        |                                                   | [ ۵۷ ] |
| ۲۰۱۹–۲۰۲۰ | ووک تاک                                                                            | میزبان       | اس‌بی‌اس      | همراه جانگ دو-یون و جو جونگ-شیک                   | [ ۵۸ ] |
| ۲۰۲۱      | دریای امید                                                                         | عضو بازیگران | جی‌تی‌بی‌سی    | Head Bartender                                    | [ ۵۹ ] |

## رادیو
| سال       | عنوان                                                                      | شبکه       | توضیحات                                                           | منبع   |
| --------- | -------------------------------------------------------------------------- | ---------- | ----------------------------------------------------------------- | ------ |
| ۲۰۰۹      | صبح بخیر                                                                   | فرندز اف‌ام | ۲۲ اکتبر تا ۷ نوامبر                                              |        |
| ۲۰۰۹–۲۰۱۰ | پست صوتی کیم جونگ-هون – «بحث و گفتگوی دو مرد»                              | فرندز اف‌ام | به همراه کیم جونگ-هون هفته‌ای یکبار ۱۸ نوامبر ۲۰۰۹ تا ۲۵ مارس ۲۰۱۰ |        |
| ۲۰۱۰      | قلبی که می‌خواهی ببخشی، داستانی که می‌خواهی بشنوی از کیم جه‌وون و لی دونگ ووک | فرندز اف‌ام | همراه کیم جه‌وون ۵ آوریل تا ۲۶ نوامبر                              | [ ۶۰ ] |
| ۲۰۱۷–۲۰۱۸ | لی دونگ-ووک روی خطه                                                        | وی لایو    | هر دوازدهمین روز از ماه ۱۲ آوریل ۲۰۱۷ تا ۱۲ ژانویه ۲۰۱۸           | [ ۶۱ ] |

## حضور در موزیک ویدئو
| سال  | نام آهنگ                                                                            | هنرمند                       | توضیحات                                    | منابع  |
| ---- | ----------------------------------------------------------------------------------- | ---------------------------- | ------------------------------------------ | ------ |
| ۲۰۰۵ | «عاشقتم» (I love you; 사랑한다)                                                     | لی جه-هون                    |                                            |        |
| ۲۰۰۵ | «بای بای بای» (Bye Bye Bye)                                                         | ماندی کیز                    |                                            | [ ۶۲ ] |
| ۲۰۰۶ | «بهار، تابستان، پاییز، زمستان» (Spring, Summer, Fall, Winter; 봄, 여름, 가을, 겨울) | سوهو با همکاری کیم ته-وو     |                                            | [ ۶۳ ] |
| ۲۰۰۷ | «عاشقتم» (Lost in the Forest of Love; 사랑의 숲에서 길을 잃다)                      | جد با همکاری ایم چانگ-جونگ   |                                            | [ ۶۴ ] |
| ۲۰۰۷ | «پسر بد» (Bad Boy; 나쁜놈)                                                          | جد با همکاری بابی کیم        |                                            |        |
| ۲۰۰۸ | «به همان اندازه‌ای که عاشق بودیم» (As Much as We Loved; -우리 사랑한 만큼)           | سوهو با همکاری پارک سانگ-جون |                                            | [ ۶۵ ] |
| ۲۰۰۹ | «تماس از دست رفته» (Missed Call; 부재중 전화)                                       | سوهو با همکاری کیم بوم-سو    |                                            | [ ۶۶ ] |
| ۲۰۱۰ | «قاصدک» (Dandelion; 민들레)                                                         | زوزو با همکاری پارک جی-هون   | او همچنین این موزیک ویدئو را کارگردانی کرد | [ ۶۷ ] |
| ۲۰۱۱ | «بازپخش» (Replay)                                                                   | کیم دونگ-ریول                |                                            | [ ۶۸ ] |
| ۲۰۱۳ | «کازمیک گرل» (Cosmic Girl)                                                          | کیم ته-وو                    |                                            | [ ۶۹ ] |
| ۲۰۱۷ | «من هنوز…» (I Still; 뻔한 이별)                                                     | سویو، سونگ شی-کیونگ          |                                            | [ ۷۰ ] |